# Zacharias Stampeel
Zacharias Stampeel (* 24. August 1654 in Salzwedel; † 9. Mai 1731 in Lübeck) war ein deutscher lutherischer Theologe, Pädagoge und Bibliothekar.

## Leben
Zacharias Stampeel war der Sohn von Christoph Stampeel († 1669), dem Kämmerer in der Neustadt Salzwedel und von Anna, geb. Herlitz, der Tochter des Kämmerers in der Altstadt Salzwedel Christoph Herlitz. Sein Großvater väterlicherseits war Stephan Stampeel, Jurist und Ratmann in Salzwedel; sein Onkel war Georg Stampelius, Theologe und späterer Superintendent in Lübeck. Er besuchte Lateinschulen in Salzwedel, 1670 in Güstrow, 1671 in Quedlinburg und 1672 in Magdeburg. Gleichzeitig unterrichtete er hier als Hauslehrer den Sohn des Juristen Sebastian Gerken, den späteren Bürgermeister von Lübeck Sebastian Gercken. Ab 1674 studierte er an der Universität Jena, ab 1676 an der Universität Frankfurt/Oder und 1680 an der Universität Königsberg. Von 1681 bis 1683 unterrichtete er als Hofmeister einige adlige junge Polen. Im März 1683 war er in Danzig, von hier aus wurde er als Rektor an die Lateinschule nach Dirschau berufen. Zwei Jahre später, 1685, war er auf Wunsch der Mutter zurück in Salzwedel, ging dann aber 1687 auf Betreiben seines ehemaligen Schülers Sebastian Gercken nach Lübeck. 1693 wurde er Konrektor an der Domschule Schleswig. 1708 kam er nach Lübeck zurück und wirkte hier als Subrektor des Katharineums, womit die Leitung der Stadtbibliothek verbunden war. Im Alter von 75 Jahren erhielt er 1728 mit Karl Heinrich Lange einen Substituten, der 1729 sein Schwiegersohn und nach Stampeels Tod 1731 auch sein Nachfolger wurde.

## Familie
Seit dem 10. Dezember 1693 war Stampeel mit Catharina Möller, der Tochter des Rechenmeisters und Notars Arnold Möller jun. († 1693) und Enkelin von Arnold Möller, verheiratet. Sie war zu diesem Zeitpunkt Witwe von Hinrich Gammelin, einem Lehrer der Domschule in Schleswig.
Das Paar hatte folgende Kinder:
- Anna Catharina Stampeel (* 22. September 1694; verh. 23. April 1714 mit Paul Hey, Lehrer am Katharineum, † 19. Juni 1730)
- Magarethe Elisabeth Stampeel (* 1. November 1696; verh. 19. Oktober 1724 mit Mag. Christoph Hermann Rhodomann, Pastor in Berkenthin)
- Johann Friedrich Stampeel (*/† 20/21. März 1698)
- Zacharias Stampeel (* 30. April 1700 in Schleswig; † 9. Mai 1729 in Rieseby), besuchte das Katharineum; studierte ab 1717 an der Universität Wittenberg, ab 1719 an der Universität Kiel bei Johann Lorenz von Mosheim, 19. März 1724 Prediger Rieseby, 1725 verheiratet mit Dorothea Schmidt, der einzigen Tochter seines Amtsvorgängers Magister Johann Schmidt
- Arnold Christoph Stampeel (* 2. November 1701 in Schleswig), studierte Pharmazie an der Universität Kopenhagen, in Stockholm, Lüneburg und anderen Orten in Deutschland, 1727 in Lübeck als Bürger und Brauer, verh. 3. September 1727 mit Anna Catharina, der einzigen Tochter des Handelsmannes in Schleswig Nicolaus Bock, sie starb im Kindbett am 16. Oktober 1728 nach der Geburt der einzigen Tochter Anna Catharina Stampeel (* 15. Oktober 1728; † 16. Oktober 1728), er heiratet daraufhin in zweiter Ehe am 18. Juli 1729 Magaretha Dorothea Löper († 1. September 1729)
- Maria Hedwig Stampeel (* 10. Juni 1703; verheiratet seit 5. Mai 1729 mit Karl Heinrich Lange)
- Cornelia Stampeel (* 12. Mai 1705; † 1. Februar 1711 in Lübeck)

## Werke
- Praefixum humanae vitae terminum viri Georgii Henr. Goetzii solemnibus exequiis D.D.C. Lubecae: Green 1728